# Mahito Ōba
Mahito Ōba (大場 真人?, Ōba Mahito; Hokkaidō, 4 marzo 1961) è un doppiatore giapponese.
Ha studiato all'Università Tamagawa ed attualmente lavora per l'Aoni Production. È noto principalmente per i ruoli di Yoshigai in Ultimate Muscle, il narratore e Smoker in One Piece, e Wolf O'Donnell in Star Fox: Assault e Super Smash Bros. Brawl.

## Ruoli interpretati

### Anime
- Alé alé alé o-o (Commentatore)
- Brain Powerd (Firefighter)
- Kindaichi shōnen no jikenbo (Yuichiro Hayami, Toyohiro Soga)
- Chūka Ichiban! (Junshin)
- GeGeGe no Kitaro (quinta serie) (vecchia dell'izakaya)
- Hakaba Kitaro (Underground Mizuki)
- H2 (Commentatore)
- Kariage-kun (Dottore)
- Kūsô Kagaku Sekai Gulliver Boy (Narratore)
- Lodoss war: le cronache dell'eroico cavaliere (Hoppu, Narratore)
- Piccoli problemi di cuore (Takemura)
- Mashin Eiyūden Wataru (Hoshio)
- One Piece (Smoker (seconda voce), Pandaman, Nesu, Pagaya, Big Pan, Cavile, Guile, Narratore)
- Shinken Densetsu Tight Road (Klaus Dagattsu)
- Tanken Driland (Cremoya)
- Ultimate Muscle (Narratore, Commentatore, Geronimo, Gorgeousman, Canadian Boy, Gankyu)
- Witch Hunter Robin (Akio Kurosawa)
- Yu-Gi-Oh! (Jiro)

### OAV
- Mobile Suit Gundam: The 08th MS Team (Gau Pilot)
- Suika (Alchimedis)

### Film
- Kindaichi shōnen no jikenbo: The New Opera House Killer (Seiji Makube)
- Film di Ultimate Muscle (Commentatore)
- Sailor Moon R The Movie - La promessa della rosa (News Caster)
- Memories (Voce)

### Videogiochi
- Battle Arena Toshinden 3 (Adam)
- One Piece: Grand Battle! (Pandaman, Narratore)
- Kessen II (Gan Ning, Liu Zhang)
- One Piece: Grand Battle! 2 (Smoker, Pandaman, Narratore)
- Reveal Fantasia: Mariel to Yōsei Monogatari (Jack)
- One Piece: Ocean's Dream! (Smoker, Pandaman)
- One Piece: Grand Battle! 3 (Smoker, Pandaman)
- Gurumin: A Monstrous Adventure (Motoro)
- Star Fox: Assault (Wolf O'Donnell)
- One Piece: Grand Battle (Smoker)
- Fighting for One Piece (Smoker)
- One Piece: Pirates' Carnival (Smoker, Pandaman)
- Castlevania: Curse of Darkness (Dracula, Narratore)
- Metal Gear Ac!d 2 (Vince)
- JoJo's Bizarre Adventure: Phantom Blood (Narratore)
- One Piece: Unlimited Adventure (Smoker)
- Super Smash Bros. Brawl (Wolf O'Donnell)
- Sands of Destruction (Lupus Rex)
- One Piece Unlimited Cruise 2: Il Risveglio di un Eroe (Smoker)
- Fragile Dreams: Farewell Ruins of the Moon (Tracker)
- Warriors Orochi 3 (Hundun)
- One Piece: Pirate Warriors (Narratore)
- One Piece: Romance Dawn (Pandaman, Narratore)
- One Piece: Pirate Warriors 2 (Smoker, Narratore)
- One Piece: Unlimited World Red (Smoker)
- Atelier Shallie: Alchemists of the Dusk Sea (Gerard Perriend)
- One Piece: Pirate Warriors 3 (Smoker, Narratore)
- One Piece: Burning Blood (Smoker, Narratore)
- Warriors Orochi 4 (Hundun)
- One Piece: World Seeker (Smoker)
- One Piece: Pirate Warriors 4 (Smoker, Narratore)
- One Piece Odyssey (Smoker, Narratore)